# Rhysopleura
Rhysopleura orbicollis es una especie de coleóptero adéfago de la familia Carabidae. Es el único miembro del género monotípico Rhysopleura.